# Junta Gubernativa de Managua

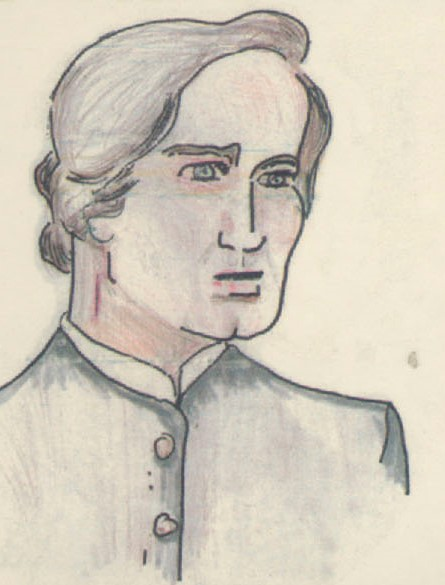
Presidente Policarpo Irigoyen.

Junta Gubernativa de Managua (julio de 1824 - 22 de enero de 1825), fue una junta de gobierno formada en la entonces villa de Managua, Nicaragua, en junio de 1824, principalmente por personas que habían huido de Granada y León. 

## Miembros
La junta estuvo integrada por:
- Presbítero Policarpo Irigoyen,[1] Presidente.
- Félix Alfaro, Secretario.
- Juan José Zavala, Vocal.
- Coronel Crisanto Sacasa y Parodi, Comandante de Armas.
- Pedro Chamorro, fue nombrado como Jefe Político.

## Lucha contra Granada
El coronel Sacasa formó una fuerza militar para la defensa de la villa.
A finales de julio se llegaron a las vecindades de la población, una tropa combinada de leoneses y granadinos, que se enfrentaron con las fuerzas comandadas por Sacasa. Éste los derrotó en las cercanías de Nagarote y se dirigió hacia Granada, pero fue repelido por una fuerza granadina en la hacienda "Tolistagua", y tuvo que  retirarse hacia Managua. 
Posteriormente puso sitio a Granada, sin éxito.

## Lucha contra León
La Junta de Managua se alió con la Junta Gubernativa de El Viejo y sus fuerzas combinadas atacaron la ciudad de León. 
El gobierno de la Junta de Managua continuó hasta la llegada a Nicaragua de Manuel José Arce, como Pacificador enviado por el gobierno federal centroamericano.